# Midlothian (Illinois)
Midlothian – wieś w Stanach Zjednoczonych, w stanie Illinois, w hrabstwie Cook.